# Michelle van der Pols
Michelle van der Pols (Utrecht, 6 januari 1989) is een Nederlands hockeyster, en speelde 55 officiële interlands (5 doelpunten) voor de Nederlandse vrouwenploeg. Ze speelt op het middenveld.
Van der Pols maakte haar debuut in Oranje op 14 januari 2007 in het pouleduel met Japan (3-0) op het toernooi om de Champions Trophy 2007 in het Argentijnse Quilmes. Op 21 januari 2007 werd in de finale gastland Argentinië met 1-0 verslagen. Van der Pols speelde, wegens ziekte, niet in de selectie voor het Europees Kampioenschap te Manchester. Thans maakt zij deel uit van de voorlopige Oranje-selectie voor de Olympische Spelen van Peking. De middenveldster begon haar hockeycarrière bij Voordaan. Ze maakte vervolgens de overstap naar de B-lijn van Kampong. Vanaf het seizoen 2006-2007 maakte zij, onafscheidelijk van teamgenote Eva de Goede, deel uit van de eerste selectie.

## Belangrijkste prestatie
- Champions Trophy 2007 te Quilmes (Arg)
- Champions Trophy 2008 te Mönchengladbach (Dui)
- Wereldkampioenschap hockey vrouwen Jong Oranje 2009 te Boston (VS)
- Europacup Zaalhockey vrouwen 2010 te Sumy (Oek)
- Rabo Trophy 2010
- Champions Trophy 2010 te Nottingham (Eng)
- Wereldkampioenschap 2010 te Rosario (Arg)
- Champions Trophy 2016 te Londen (Verenigd Koninkrijk)
- Olympische Zomerspelen 2016 te Rio de Janeiro (Brazilië)